# Teruki Tanaka
Teruki Tanaka (japanisch 田中 輝希 Tanaka Teruki; * 26. August 1992 in der Präfektur Tokio) ist ein japanischer Fußballspieler.

## Karriere
Tanaka erlernte das Fußballspielen in der Jugendmannschaft von Mitsubishi Yowa. Seinen ersten Vertrag unterschrieb er 2011 bei Nagoya Grampus. Der Verein spielte in der höchsten Liga des Landes, der J1 League. 2011 wurde er mit dem Verein Vizemeister. Für den Verein absolvierte er 25 Erstligaspiele. 2014 wurde er an den Zweitligisten Ōita Trinita ausgeliehen. Für den Verein absolvierte er neun Ligaspiele. 2015 kehrte er zu Nagoya Grampus zurück. Für den Verein absolvierte er 18 Erstligaspiele. 2016 wechselte er zum Zweitligisten V-Varen Nagasaki. Für den Verein absolvierte er 10 Ligaspiele. Danach spielte er bei Ococias Kyoto AC und Tochigi City FC.

## Erfolge
Nagoya Grampus
- J1 League

Vizemeister: 2011